# Miyama (Fukuoka)
Miyama (みやま市, Miyama-shi) é uma cidade localizada na Fukuoka (prefeitura), Japão.
A partir de 30 de abril de 2017, a cidade possui uma população de 38.223 e uma densidade populacional de 360 pessoas por km². A área total é 105.12 km².
A cidade moderna de Miyama foi criada em 29 de janeiro de 2007, a partir da fusão da vila de Takata (de Miike (distrito)), e as vilas de Setaka e Yamakawa (ambas de Yamato (distrito)).